# Quận Harmon, Oklahoma
Quận Harmon là một quận trong tiểu bang Oklahoma, Hoa Kỳ. Quận lỵ đóng ở thành phố Hollis 6. Theo điều tra dân số năm 2010 của Cục điều tra dân số Hoa Kỳ, quận có dân số 2922 người 2.

## Địa lý
Theo Cục điều tra dân số Hoa Kỳ, quận này có diện tích 1400 ki-lô-mét vuông, trong đó có 3,9 km2 là diện tích đất, km2 là diện tích mặt nước.